# Hemitheinopsis pterochroa
Hemitheinopsis pterochroa là một loài bướm đêm trong họ Geometridae.